# Saracens Football Club
Il Saracens Football Club (IPA: /ˈsærəsənz/ ) è un club inglese di rugby a 15.

## Storia
Squadra fondata nel 1876, nel 1998 ha vinto la Powergen Cup. Gli anni dieci del terzo millennio l'hanno vista ascendere tra le più popolari e forti squadre di club del mondo. Ha infatti vinto la English Premiership nel 2010-11, e in due bienni consecutivi: 2014-15 e 2015-16, 2017-18 e 2018-19, per un totale di cinque affermazioni. Nelle medesime stagioni ha conquistato la Champions Cup per 3 volte, nel biennio 2015-16 e 2016-17, e ancora nel 2018-19.
Artefice di tutti questi successi è Nigel Wray, uomo d'affari che dagli anni '90 in avanti ha investito sempre di più nel club, portandolo alla sfilza di allori che ha reso il club uno dei più blasonati. Wray è stato però pure il responsabile della repentina discesa nella polvere della società, proprio al termine del decennio: i Saracens sono stati infatti accusati di aver superato per 3 stagioni di fila, niente affatto casualmente le più vincenti della Storia, la soglia massima di monte ingaggi fissata a 7 milioni di sterline, attraverso pagamenti illeciti volti a superare i limiti di spesa. Dopo che gli sono stati imposti nel novembre del 2019 una multa da 5 milioni di sterline, 35 punti di penalizzazione e l'obbligo di far calare l'ammontare degli stipendi, Wray si è dimesso.
Il suo successore, Neil Goilding, ha fatto il possibile per cedere giocatori e conseguire tale obiettivo, ma non è riuscito a privarsi di abbastanza atleti, incedibili perché o infortunati o aventi uno stipendio al di sopra delle possibilità delle alte squadre, e così il 19 gennaio la federazione inglese ha imposto ai Saracens una seconda penalità di 35 punti, che quindi li costringe alla matematica retrocessione nella stagione 2019-2020 con 14 giornate di anticipo, mentre devono ancora disputare i quarti di Heineken Cup.

## Titoli
- Premiership: 6
2010-11, 2014-15, 2015-16, 2017-18, 2018-19, 2022-23
- Champions Cup: 3
2015-16, 2016-17, 2018-19
- Coppe Anglo-Gallesi: 2
1997–98, 2014–15

## Stagioni
- Saracens Football Club 2010-2011
- Saracens Football Club 2019-2020